# エヤル・ヤニロブ
エヤル・ヤニロブ（Eyal Yanilov、1959年 - ）は、イスラエルの武道家で、クラヴ・マガの創始者イミ・リヒテンフェルドの後継者。イミ・リヒテンフェルドが弟子に与えた最高ランク（マスター三段・エキスパート八段）の保持者。

## 来歴
エヤルは1973年からクラヴ・マガを始めて、1980年代からはイミにもっとも信頼された弟子として活動していた。イミはエヤルを、クラヴマガ・プロフェッショナル委員会の委員長に指名し、1984年にはイミはエヤルをクラヴマガの書籍を編纂する責任者に任命した。また、1981年のアメリカでのクラヴマガ・インストラクターコース開講以来、エヤルは世界中でクラヴ・マガの指導を行うことになった。
1990年代、国際クラヴマガ連盟が設立され、エヤルは設立メンバーに名前を連ねた。1996年、エヤルはイミより、マスター三段、エキスパート八段を授けられた。また、イミより「創始者認定優秀証書」も授けられている。

## 著書
- 『イスラエル軍式護身術 クラブマガ入門』 イミ スデ・オー、エヤル・ヤニロブ共著（原書房、2001年）